# لا سیرپ (کوبا
لا سیرپ (به اسپانیایی: La Sierpe) یک منطقهٔ مسکونی در کوبا است که در استان سانکتی اسپیریتوس واقع شده‌است. لا سیرپ ۱٬۰۳۵ کیلومتر مربع مساحت و ۱۶٬۹۳۷ نفر جمعیت دارد و ۳۵ متر بالاتر از سطح دریا واقع شده‌است.